# Nerva (Huelva)
Nerva es un municipio español situado en la provincia de Huelva, comunidad autónoma Andalucía. Forma parte de la comarca de la Cuenca Minera. El municipio cuenta con una población de 5073 habitantes (INE 2024). El término municipal tiene una extensión superficial de 55 km² y una densidad de 108,09 hab/km². Nerva se encuentra situada a una altitud de 332 m sobre el nivel del mar y a 75 km de la capital de provincia, Huelva.
El municipio ha estado ligado históricamente a la actividad minera, alcanzándose una etapa de esplendor entre el último tercio del siglo XIX y la segunda mitad del siglo XX. En ello tuvo un importante papel la llegada de la británica Rio Tinto Company Limited, que desde 1873 se instaló en la cercana población de Minas de Riotinto tras haber adquirido la propiedad de los yacimientos. En el término municipal nervense se encontraba la mina de Peña del Hierro, que desde finales del siglo XIX experimentó una gran actividad. Durante esta época la localidad aumentó considerablemente su población y se convirtió en un municipio propio. La minería se mantuvo muy activa hasta la década de 1960, época a partir de la cual comenzó un declive que ha llegado hasta nuestros días.
En la actualidad una parte importante de su término municipal se encuentra incluida en la figura de protección del Paisaje Protegido del río Tinto. También forma parte del Sitio Histórico de la zona minera de Riotinto-Nerva por su amplio patrimonio de carácter histórico y minero-industrial.

## Toponimia
El nombre del municipio hace referencia al emperador romano Marco Coceyo Nerva con motivo de una placa romana en cobre dedicada a este emperador que se descubrió el 31 de julio de 1762 en una galería minera de la población.

## Medio físico

### Ubicación
El término municipal de Nerva se encuentra en el noreste de la provincia de Huelva, en el este de la comarca de la Cuenca Minera.
| Noroeste: El Campillo      | Norte: Campofrío y La Granada de Riotinto | Noreste: Higuera de la Sierra |
| Oeste: Minas de Riotinto   |                                           | Este: Provincia de Sevilla    |
| Suroeste Minas de Riotinto | Sur: Berrocal                             | Sureste: Provincia de Sevilla |

### Geografía
El municipio se asienta sobre la cuenca minera de Riotinto-Nerva, que forma parte de la faja pirítica ibérica. El paisaje del municipio se halla salpicado por instalaciones mineras, como Cerro Colorado o la Peña del Hierro. Además, junto a esta última se encuentra el nacimiento del río Tinto.

## Demografía
Nerva cuenta con una población de 5073 habitantes (INE 2024).
| Gráfica de evolución demográfica de Nerva entre 1887 y 2021 |
| |
| Población de derecho según los censos de población del INE Población de hecho según los censos de población del INEEntre el censo de 1887 y el anterior, aparece este municipio porque se segrega del municipio Zalamea la Real en 1885. El nombre estaba en una placa romana recién descubierta |

## Historia
Existe constancia de la presencia humana en esta zona desde tiempos remotos, habiéndose hallado ajuares funerarios en varios conjuntos dolménicos de la Edad del Cobre. Las primeras actividades mineras tuvieron lugar durante los períodos tartésico y fenicio, una dinámica que continuaría (y se intensificaría) durante la etapa romana debido a las necesidades financieras del Imperio. 
La primera referencia documental de la población, la que antiguamente era conocida como «Aldea de Riotinto», es de 1566. En época moderna la actividad minera de esta zona se reactivó. En torno a 1762 los trabajos mineros en la zona de Riotinto alcanzaron un importante auge bajo dirección de Francisco Thomas Sanz. También se desarrollaron labores de exploración en las galerías de época romana que había en la zona de lo que hoy es el municipio de Nerva, labores que llevarían al descubrimiento de un importante registro de restos arqueológicos.

### Edad Contemporánea
La fundación oficial del municipio de Nerva se produjo el 7 de agosto de 1885, a partir de la segregación de las localidades de Zalamea la Vieja —o Aldea de Riotinto— y El Ventoso con sus territorios asociados del municipio de Zalamea la Real. Esta segregación coincidió con la intensa actividad que venía desarrollando la británica Rio Tinto Company Limited (RTC) en la cuenca minera desde 1873, tras haberse hecho con el control de las minas de la zona. Al calor de estas actividades el nuevo municipio conoció unos años de bonanza económica que conllevaron un aumento significativo de su población. Al margen de los yacimientos asociados más directamente con Riotinto, como Masa Planes, dentro del término municipal nervense la principal explotación del lugar fue la mina de Peña del Hierro. Durante cerca de un siglo esta mina estuvo bajo control de varias empresas de capital británico, como fue el caso de The Peninsular Copper Company o de The Peña Copper Mines Company Limited. 
Como resultado del auge minero se produjo la llegada a la zona de un buen número de inmigrantes desde otros puntos de la geografía española. Esto se tradujo en un exponencial aumento de la población de Nerva, que de 6431 habitantes en 1877 pasó a tener 16.807 habitantes en 1910. En Peña del Hierro se fue articulando un poblado minero que para 1910 contaba con 825 habitantes,  el cual contaba una red de servicios básicos. La nueva situación llevó a que el municipio tuviese una gran población obrera, lo que la convirtió en un importante centro de actividad política y sindical. Fruto de este crecimiento del municipio, hacia finales del siglo XIX se construyeron varias edificaciones de carácter histórico, como el ayuntamiento, la plaza de toros, la fuente de la Reú o el mercado de abastos.
La RTC también construyó una estación ferroviaria, inaugurada en 1904. Las instalaciones ferroviarias de Nerva estaban conectadas a través de un ramal con la red principal del ferrocarril de Riotinto, que llegaba hasta Huelva y permitía dar salida al mineral extraído. Durante esos años también se inauguró en el término municipal otro trazado carácter minero-industrial, el ferrocarril de Peña del Hierro, que daba servicio a la mina de Peña del Hierro y tenía conexión con el ferrocarril de minas de Cala en la provincia de Sevilla. Esta línea tuvo, sin embargo, una existencia mucho más accidentada.
La actividad minera en la zona entró en un profundo declive a partir de la década de 1960, lo que marcó el declive de la comarca y el comienzo de una importante crisis demográfica para el municipio. La Compañía Española de Minas de Río Tinto (CEMRT) llegó a construir el Pozo Rotilio para explotar la Masa San Antonio, si bien la actividad del mismo fue paralizada en 1980. Por ello, Nerva inició una diversificación de sus actividades económicas hacia otros sectores. A partir de 1987 parte del histórico patrimonio minero de Nerva ha sido rehabilitado por la Fundación Río Tinto con fines turísticos y recreativos. El antiguo ferrocarril de Riotinto ha sido recuperado para su uso con fines recreativos, a través del denominado tren turístico minero.

## Economía

### Evolución de la deuda viva municipal
El concepto de deuda viva contempla sólo las deudas con cajas y bancos relativas a créditos financieros, valores de renta fija y préstamos o créditos transferidos a terceros, excluyéndose, por tanto, la deuda comercial.
| Gráfica de evolución de la deuda viva del Ayuntamiento de Nerva entre 2008 y 2023                |
|                                                                                                  |
| Deuda viva del Ayuntamiento de Nerva, en miles de euros, según datos del Ministerio de Hacienda. |

## Organización político-administrativa
En el ámbito administrativo-organizativo Nerva forma parte de la comarca de la Cuenca Minera y está adscrita al partido judicial de Valverde del Camino.

### Gobierno municipal
El ayuntamiento está conformado por varios centros administrativos. La Casa Consistorial se ubica en la avenida de Andalucía, en pleno centro histórico de Nerva, desarrollándose en ella el grueso de la actividad municipal; este edificio acoge el pleno municipal, oficina del alcalde y los principales departamentos de gobierno local. La biblioteca municipal «José María Morón» se encuentra situada en la calle Miguel Domínguez, a poca distancia del edificio consistorial. Por su parte, las dependencias de deporte se encuentran repartidas por distintos puntos del casco urbano.
| Periodo   | Nombre                                                                    | Partido   |
| --------- | ------------------------------------------------------------------------- | --------- |
| 1979-1983 | Ricardo Gallego Pajares                                                   | PCE       |
| 1983-1987 | Ricardo Gallego Pajares                                                   | PCE       |
| 1987-1991 | José Villalba Vera                                                        | PSOE      |
| 1991-1995 | José Villalba Vera                                                        | PSOE      |
| 1995-1999 | José Villalba Vera                                                        | PSOE      |
| 1999-2003 | José Villalba Vera                                                        | PSOE      |
| 2003-2007 | Eduardo Manuel Muñoz García                                               | PSOE      |
| 2007-2011 | Domingo Domínguez Bueno                                                   | PSOE      |
| 2011-2015 | Domingo Domínguez Bueno                                                   | PSOE      |
| 2015-2019 | Domingo Domínguez Bueno (2015-2017) José Antonio Ayala Oporto (2017-2019) | PSOE      |
| 2019-2023 | José Antonio Ayala Oporto                                                 | PSOE      |
| 2023-act. | Rafael Prado Pérez (2023-2025) Rafael Prado Pérez (2025-Act.)             | PP Xnerva |

## Patrimonio y monumentos

### Patrimonio civil
- Casa Consistorial (s. XIX).
- Círculo Mercantil (s. XX).
- Economato Laboral (s. XX).
- Fuente de la Reú (s. XX).
- Mercado de abastos (s. XIX).
- Museo Vázquez Díaz (s. XX).
- Plaza de toros de Nerva (s. XIX).

### Patrimonio minero-industrial
- Central eléctrica de Peña del Hierro (s. XX).
- Corta Peña del Hierro (s. XIX).
- Embalse de Marismilla (s. XIX).
- Embalse de Tumbanales (s. XX).
- Estación de Nerva (s. XX).
- Estación de Peña del Hierro (s. XX).
- Grupo de viviendas San Carlos (s. XX).
- Malacate del Pozo Rotilio (s. XX).
- Malacate del Pozo Maestro de Peña de Hierro (s. XX).

### Patrimonio religioso
- Cementerio de Nerva (s. XX).
- Iglesia de San Bartolomé  (s. XVI).